# Nummer 1-hits in de Billboard Hot 100 in 2016
Deze hits stonden in 2016 op nummer 1 in de Billboard Hot 100, de bekendste Amerikaanse hitlijst.
| Nummer | Datum        | Artiest                   | Titel                  |
| ------ | ------------ | ------------------------- | ---------------------- |
| 1048   | 2 januari    | Adele                     | Hello                  |
|        | 9 januari    | Adele                     | Hello                  |
|        | 16 januari   | Adele                     | Hello                  |
| 1049   | 23 januari   | Justin Bieber             | Sorry                  |
|        | 30 januari   | Justin Bieber             | Sorry                  |
|        | 6 februari   | Justin Bieber             | Sorry                  |
| 1050   | 13 februari  | Justin Bieber             | Love yourself          |
| 1051   | 20 februari  | Zayn                      | Pillowtalk             |
| 1050   | 27 februari  | Justin Bieber             | Love yourself          |
| 1052   | 5 maart      | Rihanna & Drake           | Work                   |
|        | 12 maart     | Rihanna & Drake           | Work                   |
|        | 19 maart     | Rihanna & Drake           | Work                   |
|        | 26 maart     | Rihanna & Drake           | Work                   |
|        | 2 april      | Rihanna & Drake           | Work                   |
|        | 9 april      | Rihanna & Drake           | Work                   |
|        | 16 april     | Rihanna & Drake           | Work                   |
|        | 23 april     | Rihanna & Drake           | Work                   |
|        | 30 april     | Rihanna & Drake           | Work                   |
| 1053   | 7 mei        | Desiigner                 | Panda                  |
|        | 14 mei       | Desiigner                 | Panda                  |
| 1054   | 21 mei       | Drake, Wizkid & Kyla      | One dance              |
| 1055   | 28 mei       | Justin Timberlake         | Can't stop the feeling |
| 1054   | 4 juni       | Drake, Wizkid & Kyla      | One dance              |
|        | 11 juni      | Drake, Wizkid & Kyla      | One dance              |
|        | 18 juni      | Drake, Wizkid & Kyla      | One dance              |
|        | 25 juni      | Drake, Wizkid & Kyla      | One dance              |
|        | 2 juli       | Drake, Wizkid & Kyla      | One dance              |
|        | 9 juli       | Drake, Wizkid & Kyla      | One dance              |
|        | 16 juli      | Drake, Wizkid & Kyla      | One dance              |
|        | 23 juli      | Drake, Wizkid & Kyla      | One dance              |
|        | 30 juli      | Drake, Wizkid & Kyla      | One dance              |
| 1056   | 6 augustus   | Sia & Sean Paul           | Cheap thrills          |
|        | 13 augustus  | Sia & Sean Paul           | Cheap thrills          |
|        | 20 augustus  | Sia & Sean Paul           | Cheap thrills          |
|        | 27 augustus  | Sia & Sean Paul           | Cheap thrills          |
| 1057   | 3 september  | The Chainsmokers & Halsey | Closer                 |
|        | 10 september | The Chainsmokers & Halsey | Closer                 |
|        | 17 september | The Chainsmokers & Halsey | Closer                 |
|        | 24 september | The Chainsmokers & Halsey | Closer                 |
|        | 1 oktober    | The Chainsmokers & Halsey | Closer                 |
|        | 8 oktober    | The Chainsmokers & Halsey | Closer                 |
|        | 15 oktober   | The Chainsmokers & Halsey | Closer                 |
|        | 22 oktober   | The Chainsmokers & Halsey | Closer                 |
|        | 29 oktober   | The Chainsmokers & Halsey | Closer                 |
|        | 5 november   | The Chainsmokers & Halsey | Closer                 |
|        | 12 november  | The Chainsmokers & Halsey | Closer                 |
|        | 19 november  | The Chainsmokers & Halsey | Closer                 |
| 1058   | 26 november  | Rae Sremmurd & Gucci Mane | Black beatles          |
|        | 3 december   | Rae Sremmurd & Gucci Mane | Black beatles          |
|        | 10 december  | Rae Sremmurd & Gucci Mane | Black beatles          |
|        | 17 december  | Rae Sremmurd & Gucci Mane | Black beatles          |
|        | 24 december  | Rae Sremmurd & Gucci Mane | Black beatles          |
|        | 31 december  | Rae Sremmurd & Gucci Mane | Black beatles          |